# 33. Szaturnusz-gála
A 33. Szaturnusz-gála a 2006-os év legjobb filmes és televíziós sci-fi, horror és fantasy alakításait értékelte. A díjátadót 2007. május 10-én tartották a kaliforniai Universal City Hilton Hotelben, a rendezvény házigazdái Greg Grunberg és Jeffrey Ross voltak.

## Győztesek és jelöltek
Forrás:

### Film
| Legjobb sci-fi-film | Legjobb fantasyfilm |
| --- | --- |
| - Az ember gyermeke - Déjà Vu - A forrás - A tökéletes trükk - V mint vérbosszú - X-Men: Az ellenállás vége | - Superman visszatér - Malac a pácban - Eragon - Éjszaka a múzeumban - A Karib-tenger kalózai: Holtak kincse - Felforgatókönyv |
| Legjobb horrorfilm | Legjobb akciófilm, kalandfilm vagy filmthriller |
| - A barlang - Végső állomás 3. - Motel - Fűrész III. - Slither - Kígyók a fedélzeten | - Casino Royale - A tégla - Flyboys - Égi lovagok - Mission: Impossible III - Egy botrány részletei - A parfüm: Egy gyilkos története |
| Legjobb animációs film | Legjobb nemzetközi film |
| - Verdák - Elvitte a víz - Táncoló talpak - Rém rom - Túl a sövényen - Kamera által homályosan | - A faun labirintusa - Apocalypto - Az aranyszirmok átka - Félelem nélkül - A gazdatest - Levelek Ivo Dzsimáról |
| Legjobb férfi főszereplő | Legjobb női főszereplő |
| - Brandon Routh – Superman visszatér (Clark Kent / Superman) - Daniel Craig – Casino Royale (James Bond) - Tom Cruise – Mission: Impossible III (Ethan Hunt) - Will Ferrell – Felforgatókönyv (Harold Crick) - Hugh Jackman – A forrás (Tomás Verde / Tom Creo / Tommy, az űrutazó) - Clive Owen – Az ember gyermeke (Theo Faron) | - Natalie Portman – V mint vérbosszú (Evey Hammond) - Kate Bosworth – Superman visszatér (Lois Lane) - Judi Dench – Egy botrány részletei (Barbara Covett) - Maggie Gyllenhaal – Felforgatókönyv (Ana Pascal) - Shauna MacDonald – A barlang (Sarah Carter) - Renée Zellweger – Miss Potter (Beatrix Potter)                          |
| Legjobb férfi mellékszereplő | Legjobb női mellékszereplő |
| - Ben Affleck – Hollywoodland (George Reeves) - Kelsey Grammer – X-Men: Az ellenállás vége (Hank McCoy / Bestia) - Philip Seymour Hoffman – Mission: Impossible III (Owen Davian) - Sergi López – A faun labirintusa (Vidal kapitány) - James Marsden – Superman visszatér (Richard White) - Bill Nighy – A Karib-tenger kalózai: Holtak kincse (Davy Jones) | - Famke Janssen – X-Men: Az ellenállás vége (Jean Grey) - Cate Blanchett – Egy botrány részletei (Sheba Hart) - Eva Green – Casino Royale (Vesper Lynd) - Rachel Hurd-Wood – A parfüm: Egy gyilkos története (Laure Richis) - Parker Posey – Superman visszatér (Kitty Kowalski) - Emma Thompson – Felforgatókönyv (Karen Eiffel)     |
| Legjobb fiatal színész | Legjobb rendező |
| - Ivana Baquero – A faun labirintusa (Ofelia) - Go Ah-sung – A gazdatest (Park Hyun-seo) - Jodelle Ferland – Tideland (Jeliza-Rose) - Tristan Lake Leabu – Superman visszatér (Jason White) - Mitchel Musso – Rém rom (D.J. Walters) - Edward Speleers – Eragon (Eragon) | - Bryan Singer – Superman visszatér - J. J. Abrams – Mission: Impossible III - Alfonso Cuarón – Az ember gyermeke - Guillermo del Toro – A faun labirintusa - Mel Gibson – Apocalypto - Tom Tykwer – A parfüm: Egy gyilkos története                                                                                                  |
| Legjobb forgatókönyv | Legjobb filmzene |
| - Michael Dougherty, Dan Harris – Superman visszatér - Andrew Birkin, Bernd Eichinger, Tom Tykwer – A parfüm: Egy gyilkos története - Guillermo del Toro – A faun labirintusa - Zach Helm – Felforgatókönyv - Neal Purvis, Robert Wade, Paul Haggis – Casino Royale - Wachowski testvérek – V mint vérbosszú | - John Ottman – Superman visszatér - David Arnold – Casino Royale - Douglas Pipes – Rém rom - John Powell – X-Men: Az ellenállás vége - Trevor Rabin – Flyboys - Égi lovagok - Tom Tykwer, Johnny Klime, Reinhold Heil – A parfüm: Egy gyilkos története                                                                              |
| Legjobb jelmez | Legjobb smink |
| - Yee Chung-Man – Az aranyszirmok átka - Joan Bergin – A tökéletes trükk - Nic Ede – Flyboys - Égi lovagok - Judianna Makovsky – X-Men: Az ellenállás vége - Penny Rose – A Karib-tenger kalózai: Holtak kincse - Sammy Sheldon – V mint vérbosszú | - Todd Masters, Dan Rebert – Slither - Howard Berger, Greg Nicotero, Mario Michisanti – Sziklák szeme - Paul Hyett, Vickie Lang – A barlang - David Martí, Montse Ribé – A faun labirintusa - Ve Neill, Joel Harlow – A Karib-tenger kalózai: Holtak kincse - Greg Nicotero, Scott Patton – A texasi láncfűrészes mészárlás: A kezdet |
| Legjobb különleges effektek | |
| - John Knoll, Hal T. Hickel, Charles Gibson, Allen Hall – A Karib-tenger kalózai: Holtak kincse - John Bruno, Eric Saindon, Craig Lyn – X-Men: Az ellenállás vége - Jeremy Dawson, Dan Schrecker, Mark G. Soper, Peter Parks – A forrás - Roger Guyett, Russell Earl, Patrick Tubach, Daniel Sudick – Mission: Impossible III - Karin Joy, John Andrew Berton Jr., Blair Clark, John Dietz – Malac a pácban - Mark Stetson, Neil Corbould, Richard R. Hoover, Jon Thum – Superman visszatér | |

### Televízió

#### Műsorok
| Legjobb televíziós sorozat | Legjobb kábeltelevíziós sorozat |
| --- | --- |
| - Hősök (NBC) - Jericho (CBS) - Lost – Eltűntek (ABC) - Smallville (The CW) - 24 (Fox) - Veronica Mars (The CW) | - Csillagközi romboló (SyFy) - A főnök (TNT) - Dexter (Showtime) - Ki vagy, doki? (SyFy) - Eureka (SyFy) - Kyle, a rejtélyes idegen (ABC Family) - Csillagkapu (SyFy) |
| Legjobb televíziós műsor | |
| - Titkok könyvtára 2. – A visszatérés Salamon kincséhez (TNT) - Élet a Marson (BBC One) - Az elveszett szoba (SyFy) - A horror mesterei (Showtime) - Nightmares and Dreamscapes: From the Stories of Stephen King (TNT) - 10.5 - Apokalipszis (NBC) | |

#### Színészek
| Legjobb televíziós színész | Legjobb televíziós színésznő |
| --- | --- |
| - Michael C. Hall – Dexter (Showtime) (Dexter Morgan) - Matt Dallas – Kyle, a rejtélyes idegen (ABC Family) (Kyle) - Matthew Fox – Lost – Eltűntek (ABC) (Jack Shephard) - Edward James Olmos – Csillagközi romboló (SyFy) (William Adama) - Kiefer Sutherland – 24 (Fox) (Jack Bauer) - Noah Wyle – Titkok könyvtára 2. – A visszatérés Salamon kincséhez (TNT) (Flynn Carsen) | - Jennifer Love Hewitt – Szellemekkel suttogó (CBS) (Melinda Gordon - Patricia Arquette – A médium (NBC) (Allison DuBois) - Kristen Bell – Veronica Mars (The CW) (Veronica Mars) - Evangeline Lilly – Lost – Eltűntek (ABC) (Kate Austen)) - Katee Sackhoff – Csillagközi romboló (SyFy) (Kara Thrace) - Kyra Sedgwick – A főnök (TNT) (Brenda Leigh Johnson)          |
| Legjobb televíziós férfi mellékszereplő | Legjobb televíziós női mellékszereplő |
| - Masi Oka – Hősök (NBC) (Nakamura Hiro)) - James Callis – Csillagközi romboló (SyFy) (Gaius Baltar) - Michael Emerson – Lost – Eltűntek (ABC) (Benjamin Linus) - Greg Grunberg – Hősök (NBC) (Matt Parkman) - Josh Holloway – Lost – Eltűntek (ABC) (James „Sawyer” Ford) - James Remar – Dexter (Showtime) (Harry Morgan)                                                     | - Hayden Panettiere – Hősök (NBC) (Claire Bennet) - Gabrielle Anwar – Titkok könyvtára 2. – A visszatérés Salamon kincséhez (TNT) (Emily Davenport) - Jennifer Carpenter – Dexter (Showtime) (Debra Morgan) - Ali Larter – Hősök (NBC) (Niki Sanders) - Allison Mack – Smallville (The CW) (Chloe Sullivan) - Elizabeth Mitchell – Lost – Eltűntek (ABC) (Juliet Burke) |

### DVD
| Legjobb DVD | Legjobb speciális kiadású DVD |
| --- | --- |
| - A sci-fi nagyjai - 2001 Maniacs - Bambi 2. – Bambi és az erdő hercege - Beowulf - A hős és a szörnyeteg - Pillangó-hatás 2. - Árnyék nélkül 2. | - Superman II.: A Richard Donner-változat - Narnia Krónikái: Az oroszlán, a boszorkány és a ruhásszekrény – Extended Edition - Végső állomás 3. – Thrill Ride Edition - King Kong – Deluxe Extended Edition - Oldboy – Ultimate Collector's Edition - Fűrész II. – Unrated Special Edition |
| Legjobb klasszikus film DVD | Legjobb DVD gyűjtemény |
| - Godzilla - Tiltott bolygó - Free Enterprise - Rémálom az Elm utcában - Az üldözők - Ő, az élet királynője - This Island Earth | - James Bond - A teljes filmsorozat (1–4. gyűjtemény) - A Boris Karloff-gyűjtemény - Az ördögűző – A teljes antológia - A Frank Capra-gyűjtemény - Hollywood-i horrorlegendák gyűjtemény - Superman - A teljes gyűjtői kiadás                                                              |
| Legjobb televíziós műsor DVD | Legjobb retro televíziós műsor DVD |
| - A horror mesterei – A teljes sorozat - Deadwood – A teljes második évad - Ki vagy, doki? – A teljes második évad - Lost – Eltűntek – A teljes második évad - MI-5 - Az elit alakulat – Volume 4 - Mystery Science Theater 3000 Collection – V. 9-10 | - Adventures of Superman – A teljes hatodik évad - Amazing Stories – A teljes első évad - Saturday Night Live – A teljes első évad - Star Trek: Az animációs sorozat - Voyage to the Bottom of the Sea – 1-2. évad - The Wild Wild West – A teljes első évad                               |

### Különdíj
- The Rising Star Award: Matt Dallas – Kyle, a rejtélyes idegen
- The Filmmakers Showcase Award: James Gunn – Slither
- The Service Award: Kerry O'Quinn, a Starlog magazin korábbi írója
- The Special Recognition Award: Stephen Chiodo, Jim Strain – Földöntúli karácsony

## Fordítás
- Ez a szócikk részben vagy egészben  a(z)   33rd Saturn Awards című angol Wikipédia-szócikk fordításán alapul.  Az eredeti cikk szerkesztőit annak laptörténete sorolja fel. Ez a jelzés csupán a megfogalmazás eredetét és a szerzői jogokat jelzi, nem szolgál a cikkben szereplő információk forrásmegjelöléseként.